# Gongoré
Ne doit pas être confondu avec Gongoret.
Gongore est une ville et une sous-préfecture de Guinée, rattachée à la préfecture de Pita et la région de Mamou.

## Subdivision administrative
La sous-préfecture de Gongoré a dix (10) districts a savoirs Hamdallaye, Bembeto, Missidè Keriwel,Thiehel; Djindji, Aïguel, Dében, Gongorè Centre, Koura Wouré et Madina Léguè[réf. à confirmer].

## Population
En 2016, la localité comptait 17 948 habitants.